# Sydslaviske sprog
De sydslaviske sprog er en undergruppe af de slaviske sprog i den indoeuropæiske sprogfamilie, der tales syd for Karpaterne. Med til de sydslaviske sprog regnes bulgarsk, makedonsk, kirkeslavisk, serbokroatisk (omfattende bl.a. bosnisk og kroatisk) og slovensk. Oldkirkeslavisk, der er uddødt, regnes for det sydslaviske ursprog.

## Sydslaviske sprog opdeles i
| - Sydslavisk - Østlige gruppe - † Oldkirkeslavisk - Bulgarsk - Makedonsk - Kirkeslavisk - Vestlige gruppe - Serbokroatisk - Serbisk - Montenegrinsk - Bosnisk - Kroatisk - Slovensk |

Noter:

1. ↑  † ~ uddød
2. ↑  (har ingen selvstændig ISO-kode)

Slovensk har en række træk til fælles med Vestslaviske sprog, især slovakisk. Årsagen kan være forhistoriske folkevandringer af slovakisk-talende slaver til Karintien og andre områder med slovensk sprog, mens omvendt centralt slovakisk, der tjener som dialektbasis for det slovakiske skriftsprog, tilsyneladende er opstået ved en bohemisering af et serbisk sprogligt substrat.

## Sydslaviske kulturelle forhold
De sydøstslaviske sprog hører til den ortodokse kulturkreds, og disse sprog blev udsat for stærk indflydelse af græsk sprog og kultur. Officielt skrives de med kyrillisk skrift. Disse sprog er endvidere blevet påvirket af den orientalske kultur, der har sat sit præg gennem optag af en række tyrkiske ord.
- sydøstslaviske, ortodoks kulturelle sprog;
  - bulgarsk
  - makedonsk
  - serbisk
  - montenegrinsk

Det bosniske udgør en blanding af øst-vest, idet det på mange måder udgør en overgang mellem serbisk og kroatisk - dog med en endnu stærke indflydelse af orientalsk-islamisk kultur end serbisk.
Sydvestslaviske sprog hører til den katolsk kulturelle kreds, og disse sprog blev udsat for stærk indflydelse af det latinske sprog og den vestlige kultur. Man bruger her latinske bogstaver.
- sydvestslaviske, katolsk kulturelle sprog;
  - kroatisk
  - slovensk

## Fælles træk
Fælles for sprogene og i modsætning til øst- og/eller vestslavisk er:
1. depalatalisering i konsonantsystemet
2. større frihed i accentueringen: fri placering af trykket (især bulgarsk og slovensk), musikalsk accent (vestsydslavisk)
3. bevarelse af hjælpeverberne
4. forenklet konjugation
5. distinktion mellem emfatiske og non-emfatiske (enklitiske) pronominer
6. bedre bevarelse af fællesslaviske tempora (dog ikke slovensk)

## Alternativ opdeling
En alternativ opdeling følger de slaviske dialekter på Balkanhalvøen. Den retter sig efter spørgeordet for "hvad". Den giver, med start i nordvest og slut i sydøst:
1. Kroatisk:
  1. Kajkavisk, omfattende slovensk standard og dialekter samt kajkaviske dialekter i nordlige Kroatien, blandt andet hovedstaden Zagreb
  2. Čakavisk, der tales i den kroatiske provins Dalmatien.
  3. West Štokavisk, omfattende standardsprogene.

1. Bosnisk:
  1. Central Štokavisk, omfattende standardsprogene.

1. Serbisk:
  1. Kakvo-kavisk, omfattende de stærk balkaniserede dialekter i det sydlige Serbien, til dels også i Montenegro, samt bulgarsk og makedonsk standardsprog og dialekter.
  2. Øst Štokavisk, omfattende standardsprogene.

Jo længere, man kommer ned på listen, desto højere er balkaniseringsgraden — bedre tempusbevarelse, flere enklitika, mindre konjugation og analytisk gradbøjning af adjektiverne.
1. Slovensk:
  1. Prekmurisk, selvstændig østlig dialekt med særskilt standard
  2. Resiansk, isoleret vestlig dialekt i Italien

## Dialekternes system
| Dialekt    | Subdialekt         | Bulgarsk | Makedonsk | Serbisk | Montenegrinsk | Bosnisk | Kroatisk | Slovensk |
| ---------- | ------------------ | -------- | --------- | ------- | ------------- | ------- | -------- | -------- |
| Torlakisk  |                    | x        | x         | x       |               |         |          |          |
| Šhtokavisk | Kosovo-Resava      |          |           | x       |               |         |          |          |
| Šhtokavisk | Šumadija-Vojvodina |          |           | x       |               |         |          |          |
| Šhtokavisk | Zeta-Sydsandžak    |          |           | x       | x             | x       |          |          |
| Šhtokavisk | Østherzegovinsk    |          |           | x       | x             | x       | x        |          |
| Šhtokavisk | Østbosnisk         |          |           |         |               | x       | x        |          |
| Šhtokavisk | Vestikavisk        |          |           |         |               | x       | x        |          |
| Šhtokavisk | Slavonsk           |          |           |         |               |         | x        |          |
| Čakavisk   |                    |          |           |         |               |         | x        |          |
| Kajkavisk  |                    |          |           |         |               |         | x        | x        |

## Andre undergrupper af slavisk sprog
- Østslavisk
- Vestslavisk